# .nu

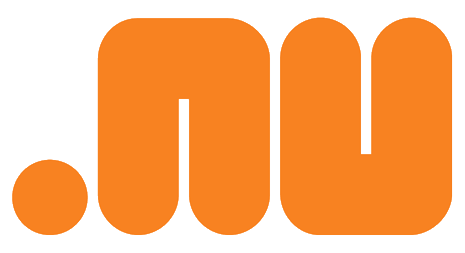
Domena .nu

.nu – domena przyznana Niue, które jest państwem stowarzyszonym z Nową Zelandią.
Opłaty wpływające od użytkowników domeny miały wspomóc rządowy program darmowego dostępu do Internetu dla mieszkańców wyspy.